# Alastair Reid
Alastair Reid (Edimburg 21 de juliol de 1939 — Stoke St Gregory, Somerset, 17 d'agost de 2011) va ser un director de televisió britànic que va dirigir sèries com Selling Hitler (1991) basada en una història real del frau més gran de la història editorial(els diaris de Hitler), Traffik,Tales of the City i Shout at the Devil.
Reid va estudiar a l'Edinburgh College of Art abans d'estudiar direcció al Bristol Old Vic Theatre School. El 1964 va dirigir episodis d' Emergency-Ward 10 per ATV i va treballar regularment en televisió durant més de trenta anys. Un dels seus treballs posteriors va ser dirigir l'adaptació de Nostromo de Joseph Conrad.

## Filmografia
- Baby Love (1969)
- The Night Digger (1971)
- Something to Hide (1972)
- Six Faces (1972)
- South Riding (1974)
- Shades of Greene (1975)
- The Flight of The Heron (1976)
- Shout at the Devil (1976)
- Gangsters (1976–77)
- Curriculee Curricula (1978)
- Hazell (1979)
- Artemis 81 (1981)
- Dr Jekyll and Mr Hyde (1980)
- Traffik (1989)
- Selling Hitler (minisèrie) (1991)
- Tales of the City (1993)
- Nostromo (1996)
- Coses que les rates no farien (1998)